# Championnat d'Albanie de football 1931
Navigation
Championnat d'Albanie 1930 Championnat d'Albanie 1932
Le Championnat d'Albanie de football de Kategoria Superiore 1931 est la 2e édition de ce championnat.

## Groupe A
| Rang | Équipe            | Pts | J | G | N | P | Bp | Bc | Diff |
| ---- | ----------------- | --- | - | - | - | - | -- | -- | ---- |
| 1    | SK Tirana         | 5   | 4 | 2 | 1 | 1 | 6  | 2  | +4   |
| 2    | Bashkimi Shkodran | 5   | 4 | 2 | 1 | 1 | 4  | 3  | +1   |
| 3    | SK Vlorë          | 2   | 4 | 1 | 0 | 3 | 4  | 9  | -5   |

|  | Qualifié pour la finale |
|  | Relégation              |

Source : rsssf.org

## Groupe B
| Rang | Équipe           | Pts | J | G | N | P | Bp | Bc | Diff |
| ---- | ---------------- | --- | - | - | - | - | -- | -- | ---- |
| 1    | Teuta Durrës     | 11  | 6 | 5 | 1 | 0 | 15 | 2  | +13  |
| 2    | Skënderbeu Korçë | 6   | 6 | 2 | 2 | 2 | 13 | 7  | +6   |
| 3    | SK Elbasan       | 6   | 6 | 3 | 0 | 3 | 9  | 10 | -1   |
| 4    | Muzaka Berat     | 1   | 6 | 0 | 1 | 5 | 2  | 20 | -18  |

|  | Qualifié pour la finale |
|  | Relégation              |

## Finale
| 28 juin 1931 | SK Tirana | 1-1 | Teuta Durrës | Tirana |  |
|              |           |     |              |        |  |

| 5 juillet 1931 | Teuta Durrës | 0-3 | SK Tirana | Durrës |  |
|                |              |     |           |        |  |

## Bilan de la saison
| Tableau d'Honneur                 |           |
| Compétition                       | Vainqueur |
| Championnat d'Albanie de football | SK Tirana |

| Promotions et relégations     |                       |
| Relégués en First Division    | SK Vlorë Muzaka Berat |
| Promus en Kategoria Superiore | aucun                 |